# 小果皂荚
小果皂荚（学名：Gleditsia australis）为豆科皂荚属下的一个种。

## 扩展阅读
- 維基物種上的相關：小果皂荚